# ملیانه
ملیانه (به عربی: مليانة) یک شهرداری در الجزایر است که در استان عین الدفلی واقع شده‌است.
 ملیانه  ۴۴٬۲۰۱ نفر جمعیت دارد و ۷۲۱ متر بالاتر از سطح دریا واقع شده‌است.